# 샤르바르구

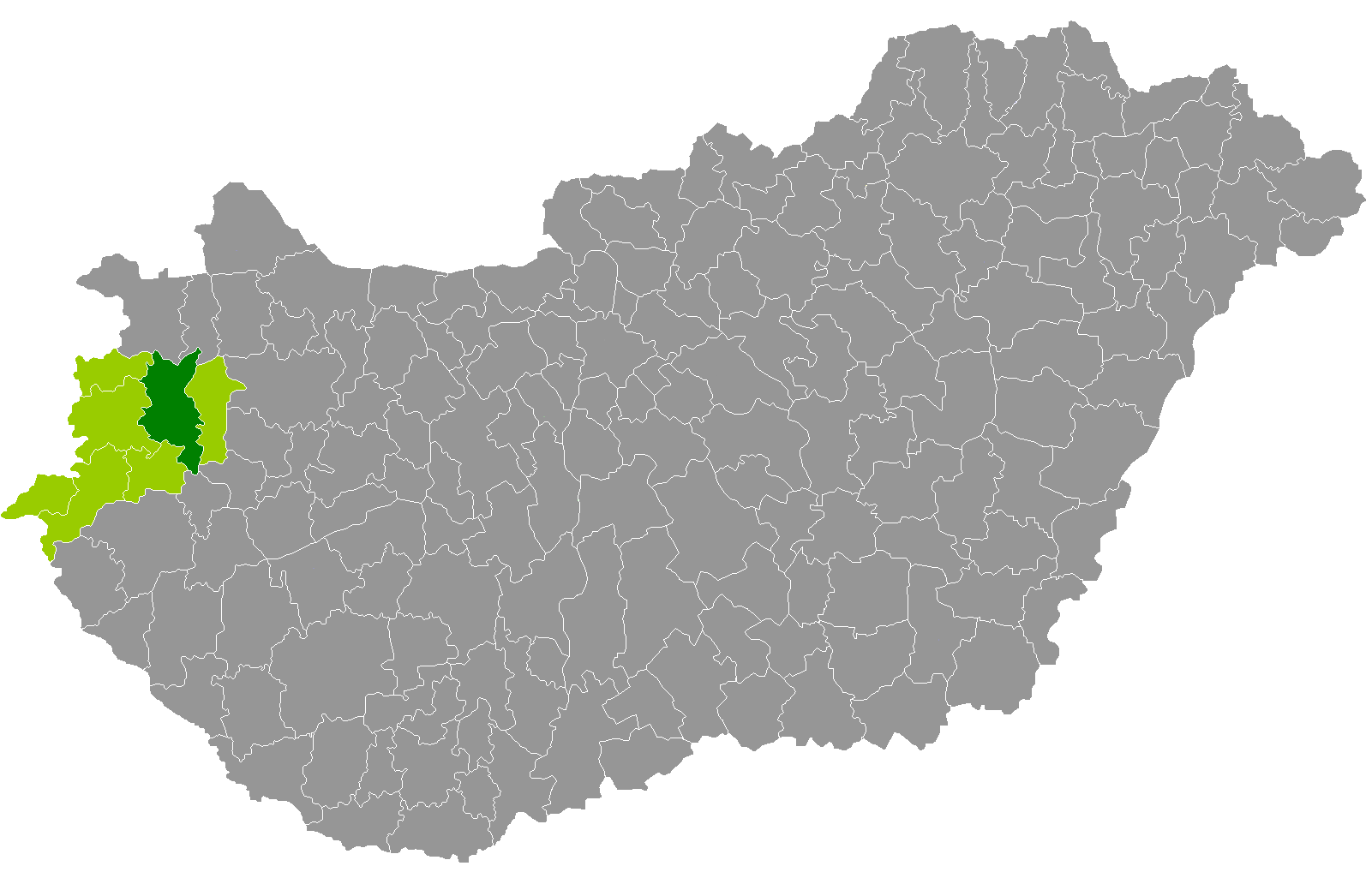
버시주 지도에 표시된 샤르바르구의 위치

샤르바르구(헝가리어: Sárvári járás)는 헝가리 버시주에 위치한 구로 구청 소재지는 샤르바르이며 면적은 685.46km2, 인구는 38,684명(2011년 기준), 인구 밀도는 56명/km2이다.
북쪽으로는 죄르모숀쇼프론주 쇼프론구, 커푸바르구, 동쪽으로는 첼되묄크구, 베스프렘주 쉬메그구, 남쪽으로는 절러주 절러센트그로트구, 남서쪽으로는 버슈바르구, 서쪽으로는 솜버트헤이구, 쾨세그구와 접한다. 42개 지방 자치체(2개 시, 40개 마을)를 관할한다.

구 문장